# Litis contestatio
Litis contestatio era um termo do Direito utilizado na Roma Antiga para designar o compromisso das partes em aceitar a vontade do pretor.